# Sara van de Geer

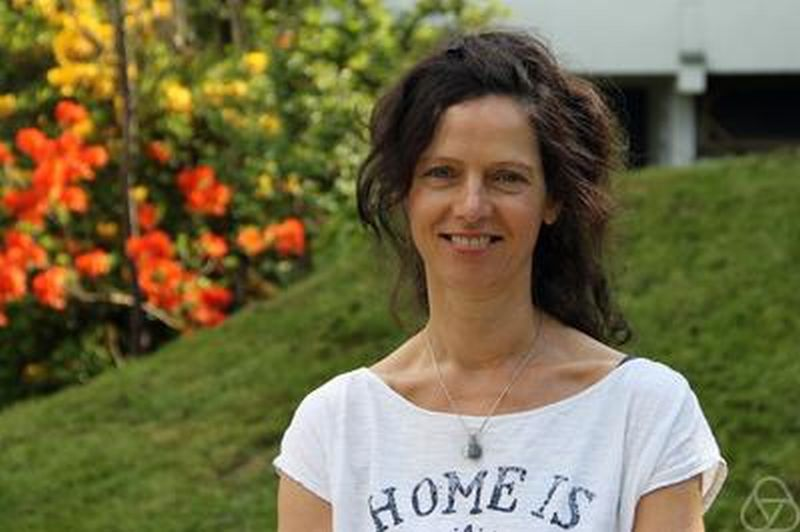
Sara van de Geer, Oberwolfach 2015

Sara Anna van de Geer (* 7. Mai 1958 in Leiden) ist eine niederländische Mathematikerin, die sich mit mathematischer Statistik befasst. Sie ist Hochschullehrerin an der ETH Zürich.

## Leben und Karriere
Sie ist die Tochter des Psychologen John P. van de Geer (1926–2008)  und studierte Mathematik an der Universität Leiden mit dem Master-Abschluss 1982. Danach war sie zwei Jahre an der Universität Tilburg und vier Jahre am Centrum Wiskunde & Informatica in Amsterdam. 1987 wurde sie bei Willem van Zwet in Leiden promoviert (Regression Analysis and Empirical Processes). 1987/88 war sie an der University of Bristol, 1989/90 Dozentin an der Universität Utrecht und lehrte 1990 bis 2005 (unterbrochen von einer Professur an der Universität Paul Sabatier in Toulouse von 1997 bis 1999) an der Universität Leiden (mit voller Professur ab 1999).
Von 2005 bis 2023 war sie Professorin an der ETH Zürich, wo sie nach ihrer Emeritierung weiter lehrt.
Sie befasst sich mit mathematischer Statistik, insbesondere hochdimensionalen Problemen. In der Statistik befasste sie sich mit empirischen Prozessen, Kurven-Schätzung, Maschinenlernen, Modell-Selektion, nicht- und semiparametrischer Statistik.
2015 bis 2017 war sie Präsidentin der Bernoulli Society for Mathematical Statistics and Probability. Sie ist Fellow des Institute of Mathematical Statistics, Mitglied des International Statistical Institute, der Leopoldina und korrespondierendes Mitglied der Königlich Niederländischen Akademie der Wissenschaften und sie ist im Schweizer Forschungsrat.  2010 war sie eingeladene Sprecherin auf dem Internationalen Mathematikerkongress in Hyderabad (Indien) ({\displaystyle l_{1}} regularization in high dimensional statistical models). 2020 wurde van de Geer in die Academia Europaea gewählt, 2022 in die National Academy of Sciences.
Sie ist Mitherausgeberin von  Probability Theory and Related Fields, Scandinavian Journal of Statistics, Journal of Machine Learning Research, Statistical Surveys and Journal of Statistical Planning and Inference.

## Schriften
- mit Peter Bühlmann: Statistics for high-dimensional data. Methods, Theory and Applications, Springer 2011
- Applications of empirical process theory, Cambridge UP 2000
- mit Eustasio del Barrio, Paul Deheuvels: Lectures on empirical processes: theory and statistical applications, European Mathematical Society 2007
- Estimation and testing under sparsity: École d'Été de Probabilités de Saint-Flour XLV - 2015, Springer 2016